# Longos (Portugal)
Longos oder Santa Cristina de Longos ist eine Gemeinde im Norden Portugals.
Longos gehört zum Kreis Guimarães im Distrikt Braga, besitzt eine Fläche von 7,2 km² und hat 1339 Einwohner (Stand 19. April 2021). Die Gemeinde ist nur gering urbanisiert.